# Le Roi des zombies
Pour plus de détails, voir Fiche technique et Distribution.
Le Roi des zombies (King of the Zombies) est un film américain réalisé par Jean Yarbrough, sorti en 1941.

## Synopsis
Pendant la Seconde Guerre mondiale, un avion s'écrase sur une petite île. Les survivants sont accueillis par le Dr. Sangre, un scientifique nazi qui pratique la sorcellerie vaudou pour réveiller les morts.

## Fiche technique
- Titre : Le Roi des zombies
- Titre original : King of the Zombies
- Réalisation : Jean Yarbrough
- Scénario : Edmond Kelso
- Production : Lindsley Parsons
- Musique : Edward J. Kay
- Photographie : Mack Stengler
- Pays d'origine :  États-Unis
- Format : Noir et Blanc - Mono
- Genre : Comédie horrifique, fantastique
- Durée : 67 minutes
- Dates de sortie : 1941
- Interdit aux moins de 12 ans

## Distribution
- Dick Purcell : James McCarthy
- Joan Woodbury : Barbara Winslow
- Mantan Moreland : Jefferson Jackson
- Henry Victor : Dr. Miklos Sangre
- John Archer : Bill Summers
- Patricia Stacey : Alyce Sangre